# Портал юрского периода
«Порта́л ю́рского пери́ода», также известен как «Паралле́льный мир» или «Первобы́тное» (англ. Primeval) — британский научно-фантастический телесериал, который был снят для британского телеканала ITV компанией Impossible Pictures. Авторами идеи являются Эдриан Ходжес и Тим Хейнс, которые также создали такие документальные сериалы как «Прогулки с динозаврами» и «Прогулки с монстрами». «Портал юрского периода» повествует о команде из пяти учёных, целью работы которых является обнаружение временных порталов и нейтрализация проникающих через них опасных доисторических существ.
Показ сериала начался в Великобритании 10 февраля 2007 года, но с тех пор был показан уже во многих странах мира, в том числе и в России на канале ТВ-3 с 15 ноября 2008 года. Первые показы сериала прошли с позитивными показателями, доля аудитории не опускалась ниже 25 % от общего числа телезрителей сериала в Великобритании на протяжении первых двух сезонов. В США первые сезоны транслировались на телеканале BBC America и получили положительные оценки от американских критиков. Третий сезон планировалось начать 30 января 2008 года, но начали только 28 марта 2009 года. В США третий сезон был представлен на суд общественности 16 мая 2009 года на телеканале BBC America.
15 июня 2009 года ITV объявил, что показ завершён и четвёртого сезона не будет. Однако, 29 сентября 2009 года было объявлено о достигнутом между несколькими компаниями соглашении на производство 4 и 5 сезонов в 2011 году. Показ первого из двух новых сезонов начался на Новый год на канале ITV1 в Великобритании и на BBC Америка в США. Последний сезон сериала уже был показан на канале Watch в период с 24 мая по 28 июня 2011 года, а затем его можно будет увидеть на канале ITV1 в 2012 году. 3 ноября 2011 года показ 4 сезона начался в России на телеканале ТВ-3. Impossible Pictures никак не комментировала будущее сериала, начиная с запуска производства 5 сезона в ноябре 2010 года. Канадский спин-офф, названный «Портал юрского периода: Новый мир», был анонсирован 15 сентября 2011 года, а начало производства намечено на зиму.

## Создание сериала

### Съёмки
Первый сезон снимался на студии Pinewood, а также в таких местах как Black Park, Бакингемшир, лондонский метрополитен, стадион «New Den» (домашний стадион футбольного клуба «Миллуолл»), центр инженерного и производственного искусства (Хейверинг), зоопарк Уипснейд, Лондонский зоопарк, Канарские острова, торговый центр Bentalls (Кингстон-апон-Темс), Thorpe Park (Суррей), борнмутский пляж, жилой массив Alexandra Road (Камден) и Британский музей. Здание Эдварда, герцога Кентского в университете Суррея (Гилдфорд) использовалось как штаб квартира Центра по исследованию аномалий.
Съёмки второго сезона были закончены 1 октября 2007 года. Показан второй сезон был в начале 2008 года. Кэролайн Стил и Оливер Лик, изображаемые Наоми Бентли и Карлом Теобальдом соответственно, стали двумя новыми героями, которые тайно сговорились с Хелен Каттер. Предпоследний эпизод второго сезона был написан сценаристом сериала «Доктор Кто» Полом Корнеллом.
Чтобы сократить издержки и использовать ирландские налоговые послабления для телевизионных проектов, съёмочная группа переехала в Ирландию, а именно в места близ Дублина и Уиклоу, где 22 марта 2010 года начались съёмки четвёртого и пятого сезонов. Съёмки проходили в усадьбе Powerscourt (близ посёлка Эннискерри), амфитеатре «The O2», дублинском порту, а также в городских районах Дублина Рингсенд и Парк-Уэст.

### Реклама
Незадолго до премьеры по всему Лондону были установлены рекламные щиты и баннеры. Были несколько плакатов, на которых существа из первого сезона сериала были изображены в преувеличенных размерах (Артроплевра в сериале по размерам сравнима с человеком, тогда как на плакате она была изображена размером с дом). У второго и третьего сезонов также были обширные рекламные кампании.

### Закрытие, возобновление и спин-офф сериала
В мае 2009 года «The Sun» сообщила, что сериал может быть исключён из вещательной сетки ITV, вследствие убытков в размере 2,7 миллиардов фунтов стерлингов (хотя не исключено, что вследствие большого бюджета сериала). ITV отрицал эту информацию, выступив с сообщением о том, что это неправда, они не собираются прекращать показ, который не осуществлялся только во время ремонтных работ. Однако, к июню 2009 года британский телеканал подтвердил, что показ закончен. В то же время съёмочной группе было предложено попытаться сохранить сериал другими способами, которые позволят снизить издержки и производственный бюджет. Представитель ITV сказал следующее: 

«После трёх очень успешных сезонов сериала, в настоящее время мы не планируем его продолжать. Но другие высококачественные драмы будут по-прежнему занимать ключевые позиции в сетке вещания нашего телеканала».

Актёрский состав третьего сезона на фоне пристихампса (слева направо): Ханна Спирритт, Эндрю Ли Поттс, Люси Браун, Дуглас Хеншолл, Бен Мэнсфилд и Лайла Руасс (отсутствуют Бен Миллер, Джейсон Флеминг и Джулиет Обри)

Вероятной причиной закрытия сериала стали убытки телеканала в течение 2009 года в размере 105 миллионов фунтов стерлингов. В результате и другие популярные телесериалы и шоу были исключены из вещательной сетки, например телесериал «Биение сердца». Несмотря на это, 29 сентября 2009 года было объявлено о запуске съёмок 4 и 5 сезонов сериала, в которых сохранился почти весь актёрский состав 3 сезона; лишь Лайла Руасс заявила о том, что не собирается возвращаться. Согласно новому соглашению, предполагалось снять 7 эпизодов четвёртого сезона, которые планировали показать на ITV в начале 2011 года, а затем повторить на канале Watch UKTV, а 6 эпизодов пятого сезона планировалось показать сначала на канале Watch, а повторить на ITV1. Съёмки новых сезонов начались 22 марта 2010 года, а закончились в ноябре; дата премьеры была назначена на январь 2011 года. Съёмки четвёртого сезона закончились 25 июня, и сразу вслед за этим стартовало производство пятого сезона.
7 апреля 2010 года были представлены три новых героя сериала. Ими стали учёный Филип Бёртон, сыгранный Александром Сиддигом, Мэтт Андерсон, новый полевой лидер, роль которого исполнил Киаран Макменамин, и Джес Паркер, героиня актрисы Рут Кирни, которая будет руководить операциями из центра по исследованию аномалий. 8 июня 2010 года режиссёр четвёртого сезона ирландец Роберт Куинн заявил в интервью, что в пятом и шестом эпизодах четвёртого сезона появляются создания из будущего, которые сначала терроризируют приморскую деревню (снятую в Уиклоу), а затем атакуют старинный замок.
Между ITV и Warner Bros. было заключено соглашение на съёмки художественного фильма по мотивам телесериала. Права на производство были выкуплены Акивой Голдсманом и Керри Фостером — продюсерами нового проекта. 15 сентября 2011 года было объявлено о производстве канадского спин-оффа сериала под названием «Портал юрского периода: Новый мир», показы которого планируется вести на канадском телеканале Space. Это совместное производство компаний Omni Film productions, Impossible Pictures и Bell Media. Производство съёмки сериала проходили в Ванкувере и Британской Колумбии в 2012 году. Премьера первой серии состоялась 29 октября 2012 года на канадском телеканале SPACE.

## Сюжет

### Завязка сюжета
В Великобритании начинают появляться загадочные существа, многие из которых оказываются давно вымершими животными. Их появление связывается с необъяснимыми прорывами в пространстве-времени называемые просто «аномалиями». Эти аномалии неясной природы могут появиться где угодно, когда угодно и из любого временного периода (существуют также аномалии, ведущие в далёкое будущее). Через первую официально зарегистрированную аномалию проникают животные пермского периода: горгонопс, скутозавр и целурозаврав. Профессор эволюционной биологии Ник Каттер является одним из первых обнаруживших эти явления, работая вместе со своим старым другом Стивеном Хартом, студентом Коннором Темплом, герпетологом Эбби Мэйтленд и правительственной чиновницей Клаудией Браун. Таким образом Каттер узнаёт, что его жена Хелен, пропавшая без вести 8 лет назад в районе обнаруженной аномалии, на самом деле провела эти годы, путешествуя по эпохам. Британское правительство создаёт тайное агентство, чья задача — выявление аномалий, нейтрализация опасных существ и сохранение всего этого втайне от широкой общественности. Главой агентства назначен старший чиновник Джеймс Лестер.
По мере исследования аномалий выясняются много странностей. Вернувшись из очередной аномалии, Каттер вдруг замечает некоторые изменения в настоящем: вместо небольшого безымянного агентства, теперь существует Центр по исследованию аномалий (англ. Anomaly Research Center, ARC) с собственным зданием и бюджетом. Также, Клаудиа Браун перестала существовать. Вместо неё в ЦИА работает пиарщица Дженни Льюис, являющаяся двойником исчезнувшей женщины. (Очевидно Каттер угодил в параллельную реальность, в которой исследование аномалий было поставлено «на широкую ногу».)

### Основные сюжетные ходы
Основная статья: Список эпизодов телесериала «Портал юрского периода»
- Сезон первый. Всего серий — 6. Первый сезон рассказывает об усилиях профессора Ника Каттера (Дуглас Хеншолл) и его ассистентов, друга и коллеги Стивена Харта (Джеймс Мюррей), студента Коннора Темпла (Эндрю Ли Поттс) и рабочей по уходу за животными Эбби Мэйтленд (Ханна Спирритт) по исследованию аномалий (временные порталы, которые были названы в фильме как «землетрясения во времени»), сквозь которые из прошлого или будущего проникают опасные существа, угрожающие жизни людей. Министерство внутренних дел британского Правительства под руководством Джеймса Лестера (Бен Миллер) и Клаудии Браун (Люси Браун) становится центром по исследованию аномалий после того, как через одну из временных дыр в наше время проникает горгонопсид и устраивает охоту на людей в Форрест-оф-Дине. Жена профессора Каттера, Хелен Каттер (Джулиет Обри), признанная умершей 8 лет назад, оказывается, путешествует сквозь аномалии и живёт по ту сторону портала. Каттер пытается убедить свою жену помогать им, так как эти аномалии очень опасны, но у него ничего не выходит. Профессор считает, что его жена сильно изменилась, поэтому он начинает влюбляться в Клаудию. Тем временем, Эбби приютила у себя в квартире названного Рексом целурозаврава, который проник в настоящее из прошлого. Эбби влюблена в Стивена, в то время как Коннор пытается завоевать внимание Эбби. В заключительном эпизоде первого сезона в пермском периоде появляется портал в будущее относительно настоящего, вследствие чего хищники из будущего сначала проникают в пермский период, а затем и в настоящее. Каттер попытался через прошлое вернуть хищников в их мир, но ему это не удалось, в результате чего в пермском периоде осталось два детёныша существа из будущего. После возвращения в настоящее профессор узнал, что жена изменяла ему со Стивеном, а Клаудия Браун никогда не существовала, поскольку течение времени немного изменилось. (Или, что скорее всего, Ника Каттера занесло в параллельную реальность…)

- Сезон второй. Всего серий — 7. Выясняется, что лагерь, обнаруженный в прошлом в первом эпизоде — это лагерь, который разбила та самая команда, что и нашла его — то есть они создали своё собственное прошлое. Каттер и Хелен своим вторжением в прошлое изменили течение времени, что привело к исчезновению Клаудии Браун из настоящего. (Точнее — к раздвоению реальности, во втором варианте которой Клаудии Браун нет.) Но вместо неё появилась самоуверенная и довольно сильно отличающаяся от Клаудии Браун агент по связям с общественностью Дженни Льюис. Она присоединяется к команде ЦИА, который теперь (или в новой для Каттера реальности) является не скромным частным агентством, а огромной правительственной организацией с собственной роскошной штаб-квартирой, в здании которой располагается и великолепно оснащенная лаборатория. Каттер был влюблён в Клаудию, поэтому влюбляется и в Дженни — настолько они похожи. Коннор обретает девушку в лице Кэролайн Стил (Бентли Наоми) — девушка, которая что-то скрывает от Коннора и ненавидит Эбби. Стивен и Каттер попытались помириться, а Хелен вернулась и возобновила близкие отношения со Стивеном. Должность Клаудии теперь занимает Оливер Лик (Карл Теобальд), который тайно сотрудничает с Хелен для использования аномалий в целях получения политической власти, — он собирает существ, проникающих в наш мир, вместо того, чтобы отправлять их обратно после того, как команда обезвреживает их. Также он управляет хищниками при помощи технологий, добытых Хелен у человечества в будущем. Кроме того, Кэролайн работает на него и крадёт Рекса из квартиры Эбби. Команда также сталкивается с загадочным человеком (Тим Фэрадай), который работал уборщиком в здании ЦИА, а на самом деле тоже был в сговоре с Ликом и Хелен. Его убивает гигантский древний телифон в силурийском периоде. В заключительном эпизоде Стивен жертвует собой, чтобы спасти остальных. Лика убивают хищники, над которыми он теряет контроль.

- Сезон третий. Всего серий — 10. Каттер продолжает исследовать аномалии, пытаясь найти способ предсказывать их появление. Место Стивена в команде занимает Капитан Беккер (Бен Мэнсфилд). Тем временем Лестер вынужден сотрудничать с Кристиной Джонсон (Белинда Стюарт-Уилсон), которая надеется получить контроль над аномалиями и хищниками из будущего в военных целях. С помощью Сары Пэйдж (Лайла Руасс) (профессора, работавшей в Британском музее) Каттер начинает изучать происхождение аномалий, описанных в фольклоре. Хелен пытается вторгнуться в ЦИА при помощи группы клонов чистильщика. Каттер забирает у Хелен найденный ею в будущем артефакт, и Хелен его убивает выстрелом из пистолета. Перед смертью Ник передаёт артефакт Коннору, и тот обнаруживает, что это фактически карта, с помощью которой можно предсказывать появление аномалий. (Очевидно, люди будущего нашли способ обнаруживать места грядущего появления аномалий.) Коннор и Сара не могут заставить её работать, но им удаётся создать устройство, позволяющее закрывать аномалии. Дэнни Куинн (Джейсон Флеминг) — бывший полицейский, оказывается вовлечённым в дела ЦИА после того, как на его глазах существо из будущего убивает его брата. После смерти Каттера Дэнни становится руководителем группы, в то время как Дженни покидает команду после того, как во время одного из инцидентов едва не умирает. Коннор и Эбби всё больше увлекаются друг другом, несмотря на то, что в квартиру к Эбби переезжает её младший брат, что вынуждает Коннора жить прямо на работе. В конце сезона возвращается Хелен с устройством, позволяющим открывать аномалии по желанию — она собирается вернуться в прошлое с целью уничтожения человеческого рода, убив первых гоминидов, что на самом деле лишь изменило бы расовый состав современного человечества. Она убивает Кристину и идёт назад в апокалиптическое будущее. Дэнни, Коннор и Эбби преследуют её. В то время как Эбби и раненый Коннор вынуждены остаться в позднем меловом периоде, Дэнни догоняет Хелен в плиоцене. Хищник, который проследовал вслед за Дэнни из мелового периода в плиоцен, убивает Хелен. Аномалия закрылась: Дэнни, Эбби и Коннор остались каждые в своей ловушке доисторического прошлого.

- Сезон четвёртый. Всего серий — 7. Проходит год с исчезновения Дэнни, Коннора и Эбби. Джеймс Лестер продолжает руководить ЦИА, контролируемый теперь частной организацией, представителем которой является доктор физики Филипп Бёртон (Александр Сиддиг), капитан Беккер по-прежнему занимает свою должность, а Сара Пэйдж к этому времени погибает при неизвестных обстоятельствах. Поиском аномалий занимается смелая Джес Паркер (Рут Кирни), а новым руководителем по обезвреживанию аномалий становится Мэтт Эндерсон (Киаран Макменамин). Благодаря счастливому случаю Коннор и Эбби наконец возвращаются в наше время из мелового периода. Чтобы избавиться от прошедшего следом за ними спинозавра, Коннор расстаётся с датчиком аномалий, который когда-то потеряла Хелен. Эбби с Коннором поселяются у Джес и работа продолжается. Эбби присматривает за животными, доставленными в ЦИА ещё со времён событий предыдущих сезонов. Филипп тайно от всех работает над проектом «Новый рассвет» и заинтересован в помощи Коннора отчасти из-за того, что тот спасает ему жизнь. Во время одного из инцидентов в наше время проникают Эмили (Рут Брэдли) и Итан (Джонатан Бирн) — люди, скитающиеся по разным эпохам и выживающие любыми доступными способами. Мэтт сближается с Эмили, которая временно размещается в ЦИА, и она многое узнаёт о нём: Мэтт и погибающий в их присутствии его отец на самом деле пришли из будущего, чтобы предотвратить вызванную кем-то катастрофу, связанную с аномалиями. Хладнокровный мстительный убийца Итан становится всеобщей проблемой. Во время попыток его задержать появляется двойная аномалия, ведущая в плиоцен и XIX век — родное время Эмили. Из плиоцена возвращается Денни, и выясняется, что Итан — и есть его младший брат Патрик. Всё ещё злясь на брата, Патрик сбегает в плиоцен и Дэнни следует за ним, сообщив перед уходом Мэтту, что Филиппу нельзя доверять, так как тот был сообщником Хелен. Эмили возвращается в своё время, а Мэтт не успевает предупредить об опасности Коннора, который уезжает с Филиппом.

- Сезон пятый. Всего серий — 6. Коннор со своей ассистенткой Эйприл (Джейнис Бирн) под руководством Филиппа занимается «Новым рассветом». Эбби расстроена, что он всё реже отправляется вместе с остальными к новым аномалиям. Мэтт решается рассказать Эбби о себе и своей миссии, вместе они пытаются выяснить, над чем трудится Коннор. Филипп считает аномалии неисчерпаемым источником колоссальной энергии и Коннор ему по наивности верит, конструируя механизм, способный создавать искусственные аномалии. Когда из такой аномалии вылезают очень опасные жуки, едва не уничтожающие центр, а Филипп не приходит на помощь, Коннор понимает, что ошибался в Филипе. Вскоре начинается конвергенция аномалий: порталы появляются по всему миру и в разных городах появляются животные из других эпох. По словам Мэтта, это естественный процесс, в который нельзя вмешиваться, и что попытка его предотвратить, возможно, и станет причиной катастрофы. Проверив компьютер Филиппа, Коннор убеждается в его связях с Хелен Каттер, и вместе с Эбби, Мэттом и вернувшейся из своего времени Эмили пытается остановить запуск увеличенной версии его машины. Эйприл погибает в результате нападения птерозавров, а Филипп всё же запускает аппарат и только теперь, видя безудержно растущую аномалию, понимает, что Хелен его обманула. Ценой собственной жизни он пытается остановить процесс, но только у Мэтта получается заставить аномалию исчезнуть. Апокалипсис не наступает, ЦИА продолжает свою работу, но перед отправлением к новой аномалии Мэтт видит самого себя из будущего, покрытого шрамами, и понимает, что ещё не все опасности уничтожены.

## Эпизоды
| Сезоны | Эпизоды | Дата показа в Великобритании | Дата показа в Великобритании |
| Сезоны | Эпизоды | Премьера сезона              | Финал сезона                 |
| ------ | ------- | ---------------------------- | ---------------------------- |
| 1      | 6       | 10 февраля 2007              | 17 марта 2007                |
| 2      | 7       | 12 января 2008               | 23 февраля 2008              |
| 3      | 10      | 28 марта 2009                | 6 июня 2009                  |
| 4      | 7       | 1 января 2011                | 5 февраля 2011               |
| 5      | 6       | 24 мая 2011                  | 28 июня 2011                 |

## Персонажи
| Персонаж          | Актёр                 | Первое появление  | Последнее появление | Описание персонажа |
| ----------------- | --------------------- | ----------------- | ------------------- | --- |
| Ник Каттер        | Дуглас Хеншолл        | 1 сезон, 1 эпизод | 3 сезон, 3 эпизод   | Профессор эволюционной биологии и бывший лидер команды. Каттер знает многое о существах из далёкого прошлого, включая их повадки и уязвимые места. Каттер терпеть не может бюрократов и чиновников, особенно Лестера, но у него нет выбора кроме как следовать приказам. Он относится к Коннору как к сыну и испытывает романтические чувства по-отношению к Клаудии, поэтому её исчезновение в конце первого сезона сильно повлияло на него. Убит своей женой Хелен в третьем сезоне, так как она считает, что он станет причиной гибели человечества. |
| Стивен Харт       | Джеймс Мюррей         | 1 сезон, 1 эпизод | 2 сезон, 7 эпизод   | Лабораторный ассистент, «телохранитель» и лучший друг Каттера. Отлично обращается с оружием и всегда готов броситься в опасность ради членов команды. Вернувшись, Хелен раскрывает, что когда-то изменила Каттеру со Стивеном, но Каттер ему в конце концов прощает. Жертвует собой в конце второго сезона ради остальных. |
| Хелен Каттер      | Джульет Обри          | 1 сезон, 1 эпизод | 3 сезон, 10 эпизод  | Палеонтолог и жена Каттера, покинувшая его ради исследования аномалий. Становится главным врагом команды и ЦИА. Изменила мужу с его лучшим другом Стивеном. В третьем сезоне взрывает штаб ЦИА и убивает Каттера из пистолета. Убита дейнонихом в конце третьего сезона при попытке убить первобытных гоминидов в Восточно-Африканской рифтовой долине. |
| Коннор Темпл      | Эндрю Ли Поттс        | 1 сезон, 1 эпизод | 5 сезон, 6 эпизод   | Бывший студент Каттера, ставший специалистом по исследованию, технике и оснащению. Является типичным нердом — «занудой», «недотепой». Невезучий, часто попадает в нелепые, смешные и в то же время опасные ситуации. Смерть лучшего друга от доисторического паразита сильно влияет на Коннора, заставляя его немного повзрослеть. Испытывает романтические чувства к Эбби, хотя он и стремится этого не показывать (правда он однажды в открытую признался ей в любви). После убийства Каттера, Коннор стал помешан на раскрытии тайны неизвестного артефакта из будущего — последнее желание его наставника. Между третьим и четвёртым сезонами, Коннор проводит целый год в Меловом периоде вместе с Эбби.   |
| Эбби Мэйтленд     | Ханна Спирритт        | 1 сезон, 1 эпизод | 5 сезон, 6 эпизод   | Герпетолог и сотрудница зоопарка. Эксперт по ящерицам. Присоединяется к команде Каттера в начале первого сезона. Приютила летающего целурозаврава по кличке Рекс. Поначалу ей нравился Стивен, но затем ей начинает нравиться Коннор. Проводит год в Меловом периоде с Коннором. |
| Клаудия Браун     | Люси Браун            | 1 сезон, 1 эпизод | 1 сезон, 6 эпизод   | Клаудия Браун является правительственной чиновницей и связной команды с правительством. Испытывает романтические чувства к Каттеру. Исчезает из истории в конце первого сезона. |
| Джеймс Лестер     | Бен Миллер            | 1 сезон, 1 эпизод | 5 сезон, 6 эпизод   | Старший правительственный чиновник, ответственный за все операции ЦИА. Типичный бюрократ. Не любит Каттера и его команду за неповиновение приказам и излишнюю рискованность. Хотя он никогда этого не покажет, он всё же испытывает более-менее отцовские чувства к своим подчинённым (что не мешает ему над ними издеваться). Неоднократно демонстрирует личное мужество и незаурядное чувство юмора. |
| Капитан Том Райан | Марк Уэйклинг         | 1 сезон, 1 эпизод | 1 сезон, 6 эпизод   | Командир отряда спецназа и бывший оперативник Специальной воздушной службы. Прикрывает команду Каттера во время исследования аномалий. Убит в далёком прошлом хищником из будущего (задолго до этого побывал в той же эпохе и нашёл свой скелет). |
| Том               | Джейк Сёран           | 1 сезон, 2 эпизод | 1 сезон, 4 эпизод   | Друг Коннора и Дункана. Любитель компьютерных игр и фантастики. Умирает от большого кольчатого червя, паразита из прошлого. |
| Дункан            | Джеймс Брэдшоу        | 1 сезон, 2 эпизод | 4 сезон, 2 эпизод   | Друг Коннора и Тома. Любитель компьютерных игр и фантастики. Исчезает в первом сезоне. Затем в 4 сезоне, Коннор случайно обнаруживает упоминание о нём в сети Интернет. Коннор находит друга и выясняет, что тот расследует собственными силами загадочные исчезновения местных бездомных, которые живут на одной из строек. Также Дункан считает, что существует какой-то заговор против человечества, но Коннор разубеждает его в этом. |
| Оливер Лик        | Карл Теобальд         | 2 сезон, 1 эпизод | 2 сезон, 7 эпизод   | Ассистент Лестера, появившийся вместе с ЦИА в начале второго сезона, заменяя Клаудию Браун. Позже раскрывается, что он тайно работает против ЦИА и является союзником Хелен Каттер. Пытается создать армию из укрощённых доисторических животных и хищниках из будущего, но из-за вмешательства Каттера гибнет от собственных животных в конце второго сезона. |
| Дженни Льюис      | Люси Браун            | 2 сезон, 1 эпизод | 4 сезон, 6 эпизод   | Клаудию Браун заменяет физически идентичная Дженни Льюис, которая занимается пиаром ЦИА. Испытывает романтические чувства к Каттеру. После его гибели и собственной клинической смерти в третьем сезоне, Дженни уходит в отставку. В шестой серии четвёртого сезона команда ЦИА, пытаясь обезвредить стаю гиенодонов, попала на свадьбу Дженни. |
| Чистильщик        | Тим Фэрадай           | 2 сезон, 1 эпизод | 3 сезон, 3 эпизод   | Изначально был уборщиком в супермаркете. Потом был сильно ранен дейнонихом, после чего его похитили, скорее всего, это сделала Хелен Каттер. В четвёртой серии второго сезона отключает следящего за ним Каттера, в пятой серии он проникает через аномалию в силурийский период, где его убивает гигантский скорпион. Однако, в самом конце второго сезона появляется множество его клонов, которые подчиняются Хелен Каттер. В третьем эпизоде третьего сезона все клоны умирают. |
| Кэролайн Стил     | Наоми Бентли          | 2 сезон, 2 эпизод | 2 сезон, 7 эпизод   | Бывшая подруга Коннора, которую Лик нанял следить за Коннором. На похоронах Стивена предлагает Коннору начать встречаться, на этот раз по-настоящему, но он отказывается. |
| Мик Харпер        | Рамон Тикарам         | 2 сезон, 6 эпизод | 3 сезон, 4 эпизод   | Журналист, который пытается выяснить правду о деятельности ЦИА. Умирает в 3 сезоне по ту сторону аномалии. |
| Капитан Беккер    | Бен Мэнсфилд          | 3 сезон, 1 эпизод | 5 сезон, 6 эпизод   | Спецназовец, назначенный в третьем сезоне защищать команду Каттера от любых опасностей. Также ответственен за безопасность ЦИА. |
| Сара Пэйдж        | Лайла Руасс           | 3 сезон, 1 эпизод | 3 сезон, 10 эпизод  | Египтолог, которую Каттер принимает в команду в начале третьего сезона. По-большей части занимается исследовательской работой в штабе ЦИА вместе с Каттером до взрыва устроенного Хелен. Исследует древние легенды и мифы о странных существах и то, как они связаны с аномалиями. Погибает между третьим и четвёртым сезонами. |
| Кристина Джонсон  | Белинда Стюарт-Уилсон | 3 сезон, 1 эпизод | 3 сезон, 9 эпизод   | Правительственная чиновница, занимающая альтернативными исследованиями аномалий, параллельно с ЦИА. Старая знакомая Лестера. Захватывает ЦИА в третьем сезоне, но министр, ответственный за Центр, выгоняет её и восстанавливает Лестера на свой пост. Убита в конце третьего сезона хищником из будущего. |
| Дэнни Куинн       | Джейсон Флеминг       | 3 сезон, 2 эпизод | 4 сезон, 7 эпизод   | Бывший полицейский, чей младший брат Патрик исчез из-за существа из аномалии. Использует свои полицейские навыки, чтобы пробраться в штаб ЦИА. Впоследствии Дженни рекомендует его на пост лидера команды вместо убитого Каттера. Застрял в плиоцене при попытке остановить Хелен. Ко времени четвёртого сезона, проходит уже год с момента его исчезновения. В седьмой серии четвёртого сезона вернулся в наше время, пройдя через аномалию в наше время и, преследуя своего брата Патрика, прошёл обратно через аномалию в плиоцен. |
| Кэтрин Кавана     | Рут Геммелл           | 3 сезон, 3 эпизод | 3 сезон, 4 эпизод   | Босс Мика Харпера. Умирает в 3 сезоне по ту сторону аномалии. |
| Капитан Уилдер    | Алекс Максуини        | 3 сезон, 4 эпизод | 3 сезон, 9 эпизод   | Начальник охраны Кристины Джонс. |
| Найджел Марвен    | камео                 | 3 сезон, 4 эпизод | 3 сезон, 4 эпизод   | Зоолог и специалист по общению с опасными животными, прибывший к аномалии вместе с Кэтрин и Миком. Погиб при встрече с гиганотозавром. |
| Джек Мэйтланд     | Роберт Дэниэл Лоуи    | 3 сезон, 4 эпизод | 3 сезон, 8 эпизод   | Брат Эбби, интересующийся работой своей сестры. Едва не погиб от своего любопытства. |
| Мэтт Эндерсон     | Киаран Макменамин     | 4 сезон, 1 эпизод | 5 сезон, 6 эпизод   | Новый глава команды. По изначальным данным зоолог и бывший солдат, родом из Северной Ирландии. Утверждает что забирался на гору Эверест. Что-то темнит вместе со своим отцом Гидеоном. В шестой серии четвёртого сезона из его дилога с Эмили Мэрчант выясняется, что он был подготовлен и специально заслан. В пятом сезоне он рассказывает Эбби, что прибыл из постапокалиптического будущего. |
| Джес Паркер       | Рут Кирни             | 4 сезон, 1 эпизод | 5 сезон, 6 эпизод   | Новая 19-летняя глава команды с технической стороны. |
| Филип Бёртон      | Александр Сиддиг      | 4 сезон, 1 эпизод | 5 сезон, 6 эпизод   | Гениальный учёный и частичный владелец ЦИА из-за неудач в третьем сезоне. Его больше интересуют аномалии, а не животные, проходящие через них. Работает над тайным проектом «New Dawn» («Новый рассвет»). В четвёртом сезоне подключает к своему проекту Коннора. Дэнни Куин советует команде не доверять ему перед уходом в плиоцен. В пятом сезоне выясняется, что Филип находился в сговоре с Хелен и строил «Новый Рассвет», чтобы прервать конвергенцию аномалий и получить контроль над их энергией, что чуть не погубило жизнь на Земле. |
| Гидеон            | Антон Лессер          | 4 сезон, 1 эпизод | 4 сезон, 6 эпизод   | Загадочный человек, являющийся отцом Мэтта Эндерсона. Умирает в конце четвёртого сезона. |
| Эмили Мэрчант     | Рут Брэдли            | 4 сезон, 3 эпизод | 5 сезон, 6 эпизод   | Женщина из викторианской эпохи. Бежала через аномалию, появившуюся в её эпохе. Была частью племени людей, которые, так же как и она, заблудились в аномалиях. После попадания в наше время укрывалась с Мэттом. В седьмой серии четвёртого сезона отправилась в своё время. В третьей серии пятого сезона Мэтт попадает в её время, пытаясь поймать дейнониха, где Эмили тоже занимается поимкой дейнониха. Муж Эмили, Генри, пытается сдать её в сумасшедший дом, но в конце концов оказывается убитым дейнонихом, а Эмили остаётся с Мэттом в двадцать первом веке. |
| Итан Добровски    | Джонатан Бирн         | 4 сезон, 3 эпизод | 4 сезон, 7 эпизод   | Брат Дэнни Куина, второй антагонист после Хелен Каттер. В возрасте 14 лет забрался в закрытый дом с двумя друзьями и прошёл сквозь открывшуюся там аномалию в будущее. Затем, странствуя через аномалии, оказался в дореволюционной Российской империи. Через 18 лет, в 1902 году, стал разыскиваться полицией, так как стал опасным преступником и анархистом. Бежал через аномалию, где встретился с другими заблудившимися среди аномалий. Был влюблён в Шарлотту Кэмерон, одну из племени. В её смерти винил Эмили Мэрчант и, попав в наше время, охотился за ней и стал главным противником команды ЦИА. В седьмой серии четвёртого сезона наконец-то встретился с Дэнни и бежал через аномалию в плиоцен. |
| Эйприл Леонард    | Джейнис Бирн          | 5 сезон, 1 эпизод | 5 сезон, 5 эпизод   | Ассистентка Коннора в работе над «Новым Рассветом» в пятом сезоне. Была назначена на свою должность Филипом для поддержания контроля над работой Коннора, благодаря которой была создана первая рукотворная аномалия. Погибла, разбившись при налёте стаи анурогнатов в пятой серии пятого сезона. |
| Адмирал Марстон   | Боско Хоган           | 5 сезон, 2 эпизод | 5 сезон, 2 эпизод   | Адмирал морских войск, вовлечённый в дела ЦИА после исчезновения подводной лодки в аномалии во второй серии пятого сезона. Желая уничтожить аномалию, отдал приказ выстрелить по ней торпедой с ядерной боеголовкой, но субмарина успела выплыть и сбить торпеду. |
| Генри Мэрчант     | Стефен Хоган          | 5 сезон, 3 эпизод | 5 сезон, 3 эпизод   | Ревнивый муж Эмили. Когда жена вернулась к нему после годового отсутствия, был потрясён её изменившимся поведением и решил отправить Эмили в сумасшедший дом. Позже прошёл за ней через аномалию в наше время и был убит дейнонихом в третьем эпизоде пятого сезона. |

## Список существ
- Акула из будущего — хрящевая рыба из будущего, выбравшаяся из аномалии и атаковавшая Дженни в четвёртой серии второго сезона. В той же серии была вскрыта Ником Каттером.
- Аммонит — ископаемый головоногий моллюск, которого Хелен оставила на столе Ника в первой серии. Его же она положила на могилу Стивена в конце второго сезона.
- Анурогнаты — мелкие птерозавры юрского периода, которые в пятой серии первого сезона появились из аномалии из мелового периода, были обнаружены в парке для гольфа Коннором и Эбби и атаковали Клаудию в отеле в той же серии. Также появились в пятой серии пятого сезона и убили Эйприл. В реальности эти птерозавры питались насекомыми.
- Австралопитеки — ранние плиоценовые гоминоиды, которые были отравлены Хелен в десятой серии третьего сезона.
- Велоцираптор — маленький (размером с курицу) плотоядный динозавр, выскочивший из аномалии из мелового периода в четвёртой серии третьего сезона перед появлением гиганотозавра.
- Гигантские сольпуги — крупные паукообразные каменноугольного периода. Выбрались из аномалии во второй серии первого сезона. В реальности такие крупные сольпуги не существовали.
- Гигантская губоногая многоножка каменноугольного периода, выбравшаяся из аномалии и атаковавшая команду во второй серии первого сезона и смертельно ранившая Стивена ядовитыми челюстями, а также присутствовавшая в «зоопарке чудовищ» Оливера Лика в седьмой серии второго сезона. Коннор опознаёт многоножку как артроплевру, хотя реальная артроплевра была меньшего размера, совсем не походила на современную сколопендру и не была ядовитой.
- Гесперорнисы — нелетающие водоплавающие птицы. Одна такая птица проникла через аномалию в третьей серии первого сезона. Также гесперонисы были встречены Ником Каттером в меловом периоде в той же серии. Реальный гесперонис не был способен стоять и ходить на лапах и не нападал на такую крупную добычу как человек, а питался рыбой или, получается, что по легенде сериала в реальности сериала вместо нашего гесперониса существовало одноименное показанное животное.
- Гиганотозавр — огромный плотоядный динозавр, выбравшийся из аномалии в четвёртой серии третьего сезона. В реальности не имел шипов на голове. Коннор говорит, что это Джи-рекс и что он крупнее Ти-рекса. Это действительно так — гиганотозавр был длиной около 14 метров, уступая в размерах лишь спинозавру.
- Гигантские докембрийские оттои — огромные плотоядные пиявкообразные существа, напоминавшие по окраске голотурий, появившиеся из аномалии из докембрия в бизнес-центре во второй серии второго сезона. Также их нападение произошло в пятой серии пятого сезона. Имеют сходство с карниктисом из фильма «Кинг-Конг» 2005 года. Могут жить только в атмосфере с составом, схожим с атмосферой их родной эпохи. Во время размножения тело оттои сильно набухает и лопается, и их личинки разлетаются в разные стороны. В реальности оттои были во много раз меньше и не могли передвигаться вне водной среды.
- Гигантские роющие насекомые — насекомые из будущего с толстым панцирем, напоминают гигантских медведок. Появляются в первой серии пятого сезона.
- Гиенодоны — плотоядные млекопитающие отряда креодонтов палеогенового периода. Семейство гиенодонов прошло через аномалию в замке и попало на свадьбу Дженни Льюис. Все гиенодоны были обезврежены командой ЦИА и отправлены обратно в аномалию.
- Горгонопсид — терапсид пермского периода, появившийся из аномалии в первой серии и сражавшийся с хищником из будущего в шестой серии первого сезона. Также появляется на мониторе компьютера Коннора во второй серии четвёртого сезона. Конкретный род животного не указан, известно лишь то, что он принадлежит к семейству горгонопсидов. Скорее всего является иностранцевией, но также имеет сходства с арктопсом. В реальности горгонопсы не имели чешуи и вряд ли могли так быстро бегать на прямых ногах (особенно столь крупные особи). Две пары верхних клыков у горгонопса — также выдумка, возможно, имелся в виду замещающий клык.
- Гремлин, или камуфляжный зверь — примат из будущего, являющийся потомком лемура ай-ай. Как было показано во второй серии третьего сезона, гремлин появился из аномалии много лет назад и остался в настоящем времени, обитая в заброшенном доме. Подкармливался девочкой, которая держала его существование в тайне. Когда наконец аномалия появилась, он вернулся в своё время, но неожиданно вылез и был застрелен Дэнни Куином. Стал прототипом мифологического гремлина. Агрессивен, может менять окраску тела.
- Грибок из будущего — паразитический грибок из будущего, попадающий на тело живых существ, изменяющий их внешний облик и полностью контролирующий их. Появился из аномалии в пятой серии третьего сезона и едва не стал причиной гибели Коннора и Дженни.
- Древесные динозавры — плотоядные динозавры семейства дромеозаврид, внешне напоминающие обезьян, с непропорциаонально длинными конечностями и хвостами, и лазающие по деревьям. В третьей серии четвёртого сезона один был встречен Мэттом по ту сторону аномалии в меловом периоде, а пара других пробрались сквозь аномалию в театр и были остановлены командой ЦИА и Эмили. Один из них также появился в пятой серии пятого сезона. В реальности таких животных не существовало.
- Дейнонихи  — плотоядные динозавры среднего размера, встреченные героями в первой серии второго сезона, а также присутствовали в «зоопарке чудовищ» Оливера Лика в седьмой серии второго сезона и участвовали в убийстве Стивена. Позже они появляются в десятой серии третьего сезона в меловом периоде, и в этой серии один из дейнонихов проникает в плиоцен и сталкивает Хелен с обрыва, убивая её. В первой серии четвёртого сезона один из дейнонихов атакует спинозавра, но проигрывает в схватке, а в третьей серии пятого сезона проникнувший в XIX век дейноних (кстати, не обладающий по каким-то причинам перьями, которые были у остальных) стал охотиться на людей, породив слухи о Джеке-прыгуне. Дейнонихи упоминаются в сериале как «рапторы».
- Дронты — небольшие нелетающие птицы, появившиеся из аномалии в четвёртой серии первого сезона. Реальные дронты имели другую окраску.
- Дииктодоны — мелкие дицинодонты, появившиеся в больнице из аномалии из пермского периода в третьей серии третьего сезона. Двух дииктодонов, не вернувшихся в свою эпоху, приютили Коннор и Эбби.
- Дракорекс — растительноядный динозавр мелового периода, проникший через аномалию в средние века, а оттуда — в наше время в седьмой серии третьего сезона. Был принят средневековым рыцарем за дракона. В первой серии четвёртого сезона дракорекс вырвался из специального помещения для животных в ЦИА из-за халатности Джэсс, но был остановлен Мэттом и Бэккером. Реальный дракорекс был меньше и имел другое строение челюстного аппарата. Также нет никаких доказательств, что он имел гребни на спине.
- Жуки из будущего — социальные насекомые, прорвавшиеся через первую искусственную аномалию в четвёртой серии пятого сезона. Двигаются всегда огромными стаями, укусы вызывают реакцию у аллергиков. Могут прогрызть даже бетон. Обычные жуки (бурого цвета, с вытянутыми надкрыльями) длинной 15-25 см, матка (от которой они никогда надолго не отдаляются и которая внешне представляет увеличенную копию рабочих)-1-1,2 метра. У многих членистоногих в сериале наблюдается гигантизм.
- Капрозух — крокодиломорф мелового периода. Появлялся во второй серии четвёртого сезона и в пятой серии пятого сезона. За пять лет до возвращения Коннора и Эбби из мелового периода, будучи детёнышем, прошёл через аномалию, оказался в квартире и был смыт её хозяевами в унитаз. Стал жить в канализации и питаться крысами. Через пять лет капрозух вырос, перебрался в доки и стал нападать на людей. Был обнаружен Дунканом, старым другом Коннора, и обезврежен командой ЦИА. В фильме капрозух имеет выросты в задней части головы. В реальности от него найден один череп, и то без задней части. Также у него не было бивней по бокам головы, а одна из пар зубов, находящиеся в сериале на верхней челюсти, на самом деле располагались на нижней. К тому же пасть капрозуха в фильме значительно больше, чем в реальности.
- Колумбийский мамонт — самый крупный из семейства мамонтов. Отличительная особенность — отсутствие шерсти. Выбрался из аномалии прямо на автомагистраль в шестой серии второго сезона и не смог вернуться обратно, так как аномалия закрылась. Спас Лестера от хищника из будущего. В вебизодах к четвёртому сезону выясняется, что мамонт вместе с дракорексом и целурозавравом Рексом был помещён в специальное помещение для животных в новом здании ЦИА. В четвёртом и пятом сезонах его иногда показывают разгуливающим по вольеру, а в пятой серии пятого сезона похожий на него другой мамонт снова появился из аномалии на автомагистрали. Реальный колумбийский мамонт был несколько меньше.
- Лабиринтодонты — крупные доисторические амфибии. Взрослый и молодой лабиринтодонт за несколько лет до начала действия сериала прошли сквозь аномалию и стали прототипами мифологического гигантского червя. В пятой серии четвёртого сезона аномалия вновь появилась и ЦИА занялось расследованием этого дела. В конце-концов лабиринтодонты попали обратно в свою эпоху. Лабиринтодонтами называют всех доисторических амфибий, так что, какая именно разновидность животных показана в сериале, не понятно. По некоторым неточным данным это меловые австралийские Koolasuchus, хотя лабиринтодонты, показанные в сериале, имеют другие пропорции и гораздо более крупные. На ранних концептах лабиринтодонт напоминал Koolasuchus, но в конце-концов телосложением стал больше похож на эогирина, а головой — на эриопса из позднего каменноугольного периода. На официально сайте ITV в графе «Локация» упомянута Польша. В Польше найдены останки лабиринтодонта циклотозавра, но он мало похож на лабиринтодонта, показанного в сериале.
- Мегоптераны — крупные летающие перепончатокрылые насекомые из далёкого будущего, имеющие сходство с богомолами, проникавшие через аномалии в восьмой и десятой сериях третьего сезона. Массовое появление мегоптеранов и хищников в менее отдалённом будущем стало причиной вымирания человечества. Детёныши представляют собой точную уменьшённую копию родителей, хотя в восьмой серии в апокалиптическом будущем присутствовали гигантские червеобразные организмы, которые могли быть личинками мегоптеранов. Один из таких червей напал на брата Эбби.
- Меры — напоминающие морских слонов водные приматы из будущего (возможные потомки людей), проникшие в канализацию из аномалии в четвёртой серии второго сезона и похитившие Эбби. Один из меров также присутствовал в «зоопарке чудовищ» Оливера Лика в шестой и седьмой сериях второго сезона. Меры имеют явное сходство с мифологическими русалками. Среди всех меров выделяется одна крупная главенствующая самка красного цвета, являющаяся лидером определённой группы.
- Мозазавр — гигантская морская рептилия мелового периода, проникшая через аномалию в третьей серии первого сезона, а также встреченная Ником в меловом периоде в той же серии. Реальные мозазавры не имели костных бляшек на спине и не могли выходить на сушу. Также голова мозазавров имела другие очертания.
- Паразиты — червеобразные существа, паразитирующие на дронтах, которые были обнаружены в четвёртой серии первого сезона. В реальности таких организмов не существовало.
- Плавающий теропод — молодой плотоядный динозавр, попавший на подводную лодку во второй серии пятого сезона. Точный вид не установлен. Авторы сериала в интервью перед выходом пятого сезона пошутили, что он окрашен в чёрный цвет, потому что из Трансильвании. Это породило слух о том, что динозавр — обнаруженный в Румынии Balaur bondoc. Слух появился на англоязычном ресурсе Primeval Wiki, а затем быстро распространился по интернету. Однако, он оказался ложным, так как у Balaur bondoc на задних лапах два крупных когтя, а у ящера в сериале только один, и также в синопсисе на сайте канала Watch он был указан, как эустрептоспондил. Однако у эустрептоспондила не было выразительных когтей на задних лапах, как у дромеозавридов, а череп совсем другой. Также маловероятно, что сухопутные динозавры могли хорошо плавать в толще воды.
- Плиозавр — водная рептилия юрского и мелового периодов, длиной более 12 метров. Имеет удлинённую челюсть, вооружённую большим количеством острых зубов. В хорошо сохранившихся окаменелостях плиозавров находили гастролиты — желудочные камни. Их проглатывали, для того, чтобы регулировать вес. Появляется во второй серии пятого сезона.
- Пристихампс — эоценовый родственник крокодилов, выбравшийся из аномалии в египетском скульптурном комплексе «Врата Солнца» в британском музее в первой серии третьего сезона. Реальный пристихампс был меньше и не мог выпрямляться на задних лапах.
- Птеранодон (Pteranodon ingens) — гигантский птерозавр мелового периода, проникший в наше время и преследовавший Коннора и Рекса в пятой серии первого сезона. Также атаковал Хелен в меловом периоде во второй серии второго сезона и десятой серии третьего сезона. Реальный птеранодон был меньше и обитал на побережьях (в связи с рыбным рационом), а не в глубине континентов.
- Птерозавры — неидентифицированные птерозавры, показанные летящими на заднем плане, когда действие происходило в меловом периоде в третьей серии первого сезона.
- Рыба мелового периода — Коннор поймал её в первой серии четвёртого сезона. Точный вид не установлен.
- Саркоптеригия — рыба, окаменелость которой Ник демонстрировал в первой серии первого сезона, проверяя знания Коннора.
- Скутозавр — крупная растительноядная парарептилия, встреченная командой в первой серии первого сезона в лесу Дина. Повторно встречена Ником в пермском периоде. Также пара скутозавров находилась в «зоопарке чудовищ» Оливера Лика в седьмой серии второго сезона. Реальный скутозавр был меньше и не умел так быстро бегать.
- Силурийский телифон — огромный телифон, встреченный Ником и Стивеном в силурийском периоде в пятой серии второго сезона, а также содержавшийся в «зоопарке чудовищ» Оливера Лика и участвовавший в убийстве Стивена в седьмой серии второго сезона. В реальности столь крупных членистоногих никогда не существовало. Персонажи сериала называют этого телифона «гигантским скорпионом».
- Смилодон — саблезубая кошка из плейстоценовой эпохи, обитавшая в лесопарке (третья серия второго сезона) и утаённая от общественности смотрительницей парка. Самец смилодона содержался в «зоопарке чудовищ» Оливера Лика и участвовал в убийстве Стивена в седьмой серии второго сезона. В сериале смилодон показан с окрасом оцелота, хотя на самом деле у него либо были пятна леопарда или ягуара, либо у него была однотонная шерсть.
- Спинозавр — крупнейший теропод мелового периода, появлявшийся в первой серии четвёртого сезона и пятой серии пятого сезона. Коннор и Эбби повстречались с ним, проведя год в прошлом. Коннор случайно пускает его в наше время, но команде удаётся его заманить на стадион и открыть новую аномалию с помощью устройства из будущего. К сожалению, Коннор роняет устройство прямо в пасть спинозавру перед его исчезновением. Показанный в сериале спинозавр имеет несоответствия с научными реконструкциями. Более правильно данный ящер показан в фильме «Парк юрского периода III».
- Тероцефалы — терапсиды позднепалеозойской-раннемезозойской эр. В сериале представлены животными с ядовитым укусом (такая способность не исключается палеонтологами). В четвёртой серии четвёртого сезона пробрались сквозь аномалию в школе. Вероятнее всего, тероцефалы, показанные в сериале, принадлежат к роду эучамберсия.
- Тираннозавр — гигантский плотоядный динозавр. Был первым существом, попавшим в нашу эпоху во время конвергенции аномалий в пятой серии пятого сезона. Также появление тираннозавра и его нападения на людей было освещено в новостях, в результате чего аномалии и существа стали публичным достоянием общественности. Мэтту Андерсону удалось остановить тираннозавра выстрелами из EMD (средства мышечной деструкции), которое, по его же словам в четвёртом сезоне, способно свалить взрослого тираннозавра.
- Титанисы  Архивная копия от 11 марта 2009 на Wayback Machine — плотоядные нелетающие птицы плио-плейстоценовой эпохи, выбравшиеся из аномалии в шестой серии третьего сезона. Также появляются в музее-тюрьме в 7 серии 4 сезона.
- Хищник из будущего — нелетающее рукокрылое из будущего. Впервые появился в шестой серии первого сезона, и затем появлялся на протяжении почти всего сериала. Как и его предки, хищник слеп и ориентируется в пространстве с помощью эхолокации. Для нападения использует длинные передние конечности. Передвигается на четырёх конечностях, также может совершать прыжки. Цепкие лапы и крепкие когти позволяют передвигаться даже по отвесным поверхностям. Свиреп, интеллект и скорость реакции поразительно высоки. Чрезвычайно развит родительский инстинкт. Также в третьем сезоне хищник стал коричневым и увеличился в размерах, а в пятом сезоне хищники немного мутировали. В шестой серии первого сезона самка хищника погибла в схватке с горгонопсидом, проникнув через аномалию в пермский период. Оставшиеся в палеозое два детёныша существа стали причиной незначительной перемены в истории Земли, что привело к исчезновению Клаудии Браун.
- Целурозаврав — небольшая ящерицеподобная рептилия с боковыми отростками рёбер, с помощью которых она может летать. Несколько целурозавравов наблюдались героями в первой серии первого сезона по ту сторону аномалии. Попавший в наше время целурозаврав был найден и назван Рексом мальчиком по имени Бен. В дальнейшем Рекса приютила Эбби, и он появлялся во всех пяти сезонах. Реальный целурозаврав был меньше и не мог летать, а лишь планировать. Гребень на голове также является выдумкой.
- Эмболотерии — носорогоподобные животные олигоцена, появившиеся из аномалии в девятой серии третьего сезона.
- Эоартроплевры (Eoarthropleura) — многоножки, встреченные в силурийском периоде Ником и Стивеном в пятой серии второго сезона.